# Kamil Kreps
Kamil Kreps (* 18. listopadu 1984, Litoměřice) je bývalý český hokejový útočník.

## Ocenění a úspěchy
- 2001 ČHL-18 - Nejproduktivnější hráč v playoff
- 2003 CHL - Top Prospects Game
- 2011 SM-l - Nejúspěšnější hráč na vhazování

## Prvenství

### NHL
- Debut - 7. ledna 2007 (Vancouver Canucks proti Florida Panthers)
- První asistence - 13. ledna 2007 (Florida Panthers proti Washington Capitals)
- První gól - 6. dubna 2007 (Tampa Bay Lightning proti Florida Panthers, kanadskému brankáři Marcu Denisovi)

### KHL
- Debut - 14. září 2011 (Barys Astana proti Traktor Čeljabinsk)
- První gól - 14. září 2011 (Barys Astana proti Traktor Čeljabinsk, kanadskému brankáři Michaelu Garnettovi)
- První asistence - 16. září 2011 (Barys Astana proti Avangard Omsk)
- První hattrick - 2. prosince 2011 (Barys Astana proti Avtomobilist Jekatěrinburg)

## Klubová statistika
| Sezóna       | Klub                | Soutěž       |     | Základní část | Základní část | Základní část | Základní část | Základní část |   | Play off | Play off | Play off | Play off | Play off |
| Sezóna       | Klub                | Soutěž       | Z   | G             | A             | B             | TM            | Z             | G | A        | B        | TM       |          |          |
| 1999-00      | HC Chemopetrol 18   | ČHL-18       | 48  | 18            | 16            | 34            | 10            | —             | — | —        | —        | —        |          |          |
| 2000-01      | HC Chemopetrol 18   | ČHL-18       | 3   | 4             | 3             | 7             | 2             | 6             | 2 | 6        | 8        | 10       |          |          |
| 2000-01      | HC Chemopetrol 20   | ČHL-20       | 44  | 12            | 20            | 32            | 4             | —             | — | —        | —        | —        |          |          |
| 2001-02      | Brampton Battalion  | OHL          | 68  | 19            | 24            | 43            | 14            | —             | — | —        | —        | —        |          |          |
| 2002-03      | Brampton Battalion  | OHL          | 53  | 19            | 42            | 61            | 12            | 11            | 3 | 5        | 8        | 4        |          |          |
| 2003-04      | Brampton Battalion  | OHL          | 57  | 19            | 27            | 46            | 19            | 12            | 7 | 8        | 15       | 2        |          |          |
| 2004-05      | San Antonio Rampage | AHL          | 58  | 5             | 6             | 11            | 11            | —             | — | —        | —        | —        |          |          |
| 2004-05      | Texas Wildcatters   | ECHL         | 12  | 5             | 6             | 11            | 6             | —             | — | —        | —        | —        |          |          |
| 2005-06      | Rochester Americans | AHL          | 61  | 13            | 19            | 32            | 20            |               |   |          |          |          |          |          |
| 2006-07      | Florida Panthers    | NHL          | 14  | 1             | 1             | 2             | 6             | —             | — | —        | —        | —        |          |          |
| 2006-07      | Rochester Americans | AHL          | 50  | 14            | 21            | 35            | 16            | 6             | 1 | 0        | 1        | 0        |          |          |
| 2007-08      | Florida Panthers    | NHL          | 76  | 8             | 17            | 25            | 29            | —             | — | —        | —        | —        |          |          |
| 2007-08      | Rochester Americans | AHL          | 6   | 1             | 5             | 6             | 6             | —             | — | —        | —        | —        |          |          |
| 2008-09      | Florida Panthers    | NHL          | 66  | 4             | 15            | 19            | 18            | —             | — | —        | —        | —        |          |          |
| 2009-10      | Florida Panthers    | NHL          | 76  | 5             | 9             | 14            | 18            | —             | — | —        | —        | —        |          |          |
| 2010-11      | Kärpät Oulu         | SM-l         | 55  | 14            | 15            | 29            | 43            | 3             | 1 | 1        | 2        | 0        |          |          |
| 2011-12      | Barys Astana        | KHL          | 52  | 9             | 20            | 29            | 23            | 7             | 1 | 3        | 4        | 4        |          |          |
| 2012-13      | Kloten Flyers       | NLA          | 22  | 2             | 4             | 6             | 2             | —             | — | —        | —        | —        |          |          |
| 2013-14      | Ässät Pori          | Liiga        | 39  | 5             | 11            | 16            | 20            | —             | — | —        | —        | —        |          |          |
| 2014-15      | HC Oceláři Třinec   | ČHL          | 39  | 5             | 20            | 25            | 24            | 4             | 0 | 0        | 0        | 4        |          |          |
| 2015-16      | HC Oceláři Třinec   | ČHL          | 9   | 2             | 0             | 2             | 4             | 1             | 0 | 0        | 0        | 0        |          |          |
| 2016-17      | HC Oceláři Třinec   | ČHL          | 46  | 9             | 15            | 24            | 24            | 6             | 0 | 3        | 3        | 2        |          |          |
| 2017-18      | Grizzlys Wolfsburg  | DEL          | 31  | 12            | 10            | 22            | 10            | 4             | 0 | 0        | 0        | 4        |          |          |
| Celkem v NHL | Celkem v NHL        | Celkem v NHL | 232 | 18            | 42            | 60            | 71            | —             | — | —        | —        | —        |          |          |

## Reprezentace
| Rok                       | Tým                       | Soutěž                    | Z  | G | A | B | TM |
| ------------------------- | ------------------------- | ------------------------- | -- | - | - | - | -- |
| 2002                      | Česko 18                  | MS-18                     | 8  | 3 | 2 | 5 | 6  |
| 2004                      | Česko 20                  | MSJ                       | 7  | 0 | 0 | 0 | 0  |
| Juniorská kariéra celkově | Juniorská kariéra celkově | Juniorská kariéra celkově | 15 | 3 | 2 | 5 | 6  |